# Shin Yung-suk
Shin Yung-suk, född den 17 december 1964, är en sydkoreansk handbollsspelare.
Han tog OS-silver i herrarnas turnering i samband med de olympiska handbollstävlingarna 1988 i Seoul.